# Turmhügel Kapellenberg
Der mittelalterliche Turmhügel Kapellenberg ist ein geschütztes Bodendenkmal bei Königsberg in Bayern im Landkreis Haßberge in den Bachtalwiesen des Krumbachs 200 Meter östlich des Ortsteils Erbrechtshausen. Auf dem inzwischen baumbewachsenen Burghügel wird eine abgegangene Turmhügelburg (Motte) vermutet.